# Sportski klub Jugoslavija
Lo Sportski klub Jugoslavija (cirillico: Спортски клуб Југославија), comunemente chiamato semplicemente Jugoslavija, è stata una squadra di calcio di Belgrado, in Serbia, al tempo parte del Regno di Jugoslavia.

Era stata fondata nel 1913 come SK Velika Srbija (SK Grande Serbia) e ha cambiato il nome nel 1919 in SK Jugoslavija. Era fra le migliori squadre della Serbia e della Jugoslavia, aveva vari soprannomi, tra cui "Crveni" (i rossi) via del colore delle maglie, mentre i loro principali rivali erano il BSK Belgrado, conosciuti anche come "Plavi" (gli azzurri) per lo stesso motivo. Fino al 1941 la polisportiva Jugoslavija, oltre al calcio, aveva sezioni di atletica leggera, ciclismo, sport invernali, pallacanestro, pugilato, lotta, nuoto e tennistavolo.
Il club si piazza al quarto posto nella classifica perpetua del Regno di Jugoslavia.

## Storia
Il club viene fondato il 6 agosto 1913 nel ristorante "Kasino" a Belgrado, da un gruppo di dissidenti di un altro club concittadino, il BSK. Insoddisfatti dalla decisione di recarsi in Austria-Ungheria per disputare un'amichevole contro l'Hajduk Spalato, questo gruppo lascia il BSK per formare un proprio club, chiamandolo Sportski klub Velika Srbija. Il leader del gruppo è Danilo Stojanović, meglio noto come Čika Dača, considerato uno fra i principali pionieri del gioco del calcio nel Regno di Serbia. Oltre ai giocatori provenienti dal BSK, la squadra viene formata anche da giocatori di un altro club, lo Slavija, proveniente da Vračar (un sobborgo di Belgrado), più altri calciatori dallo Šumadija (altro club fondato da Stojanović), e dai giocatori ceki Edvard Mifek, Venčel Petrovický e Alois Machek. La prima gara viene disputata contro il BSK fuori casa e termina con la vittoria di questi ultimi per 2–0. Nel 1914 il club vince la Srpski Olimpijski Kup, che viene considerata la prima competizione calcistica organizzata nel regno. La finale è disputata l'11 maggio nello stadio del SK Soko a Košutnjak (quartiere belgradese) e si conclude 3–1 contro lo Šumadija, grazie alle reti di Alois Machek (2) e di Mileta Jovanović.
Con l'inizio della prima guerra mondiale nel 1914, il club sospende l'attività. Riappare nel 1919 e cambia il nome in SK Jugoslavija dato che è appena nato il Regno dei Serbi, Croati e Sloveni (che diviene Regno di Jugoslavia nel 1929) e che viene confidenzialmente chiamato "Jugoslavia" fin dai primi giorni. Il primo match post-conflitto è contro una squadra di marinai britannici e viene vinto 9–0, ed è la prima volta che il club si presenta con una divisa rossa; questo li caratterizzerà d'ora in poi e diventerà anche il loro soprannome "Crveni" (fino ad allora avevano indossato divise verdi). Nello stesso anno viene ricostruito il campo dove avevano giocato fino ad allora, ed in più vengono aggiunte una pista d'atletica ed un campo da tennis. Questo campo sportivo, chiamato Trkalište e situato presso il centro cittadino, viene demolito nel 1925, quando il club si sposta verso uno nuovo, sorto nell'area di Belgrado nota come Topčidersko Brdo, proprio dove oggi sorge lo Stadio Rajko Mitić. Il nuovo stadio ha una capienza di 30mila spettatori e comprende una pista d'atletica, un campo in erba, un campo d'allenamento e un circolo. Viene inaugurato ufficialmente il 24 aprile 1927. Nel 1932 viene aggiunto il sistema di illuminazione. Il match d'esibizione contro il Racing Parigi, il 22 giugno 1932, diviene il primo mai giocato in notturna in Jugoslavia. Nel periodo interbellico ci sono due quotidiani a Belgrado che seguono la rivalità del derby cittadino: lo Sportista, vicino al BSK, e lo Sport, vicino allo Jugoslavija.
Lo SK Jugoslavia vince il campionato jugoslavo nel 1924 e nel 1925, partecipando a 14 edizioni del torneo su 17. Vince anche la coppa nazionale in due occasioni: 1936 e 1939.
Nel 1941 il club cambia il suo nome in SK 1913 dopo l'invasione della Jugoslavia da parte delle potenze dell'Asse. Durante gli anni dell'occupazione il campionato jugoslavo non viene disputato, mentre viene creato un campionato serbo che dura tre edizioni: la prima vinta dallo SK 1913 e le altre due dal BSK.

### Scioglimento e nascita della Stella Rossa
I club di spicco di tutta la Jugoslavia considerati politicamente ed ideologicamente incompatibili con il nuovo regime comunista, vengono soppressi e rimodellati secondo i dettami dell'Unione Sovietica. Nel febbraio 1945, la lega giovanile antifascista inizia la creazione di una nuova società polisportiva. A tal fine i calciatori e gli impianti sportivi del SK Jugoslavija vengono espropriati dal Partito Comunista. Il 4 marzo si tiene una riunione dipresso l'Istituto statale di cultura fisica di Belgrado, durante la quale viene proclamata una nuova società sportiva denominata "Crvena Zvezda". Il ramo calcistico è composto dagli ex "rossi" Milovan Ćirić (il primo capitano della Stella Rossa), Predrag Đajić, Božidar Drenovac, Ljubomir Lovrić, Mladen Kašanin, Mile Kos, Milivoje Đorđević, Dragomir Diklić, Miomir Petrović, Aleksandar Petrović e Miodrag Petrović. La nuova squadra è ulteriormente amalgamata da un consistente contingente di giocatori del BSK, che include Svetislav Glišović (che diviene primo allenatore della Stella Rossa), Kosta Tomašević, Rajko Mitić, Branko Stanković, Miodrag Jovanović, Srđan Mrkušić e Đura Horvatinović. Slobodan Ćosić e Zoran Žujović dello Slavija Belgrado sono nominati direttori del club.
Il 5 maggio 1945, la segretaria allo sport del Partito Comunista Mitra Mitrović firma ufficialmente un decreto che scioglie tutte le squadre di calcio non conformi alle regole del regime. Etichettate come "collaboratrici dei borghesi", queste includono la maggior parte dei principali club prebellici che hanno continuato l'attività durante l'occupazione. Il nuovo club trasporta gran parte della base dei tifosi del SK Jugoslavija e serve come squadra nazionale della RS Serbia, vincendo il primo torneo del dopoguerra nel settembre 1945, prima di iniziare ufficialmente la stagione 1946-47 della massima divisione jugoslava come Stella Rossa.
Sebbene la Stella Rossa abbia a volte riconosciuto i suoi legami storici con l'SK Jugoslavija, non si considera un successore formale, a differenza, ad esempio, dell'OFK Belgrado e della Dinamo Zagabria che rivendicano la continuità con le rispettive squadre di calcio locali prebelliche, BSK e Građanski Zagabria. Alla fine degli anni '80 tutti i giocatori viventi dell'ex Jugoslavija vengono inseriti come veterani onorari della Stella Rossa in un'associazione guidata da Rajko Mitić. Nel 2020 Miodrag Petrović è morto all'età di 94 anni. È stato l'ultimo ex membro sopravvissuto dell'SK Jugoslavija e l'ultimo testimone della nascita della Stella Rossa.

## Divise
Dopo che la neonata SK Velika Srbija ha ottenuto giocatori e un campo, è iniziata l'acquisizione delle attrezzature. Poiché in quel momento non era possibile ottenere gli oggetti di gioco necessari per il calcio a Belgrado, uno dei giocatori, Furjanović, è stato inviato a Vienna per ottenere l'attrezzatura. È tornato con palloni, scarpe da calcio e due set di maglie: verde e rossa. All'inizio, i giocatori della prima squadra si sono esibiti in verde e i giocatori di riserva in maglia rossa. Il club ha ufficialmente adottato il suo tradizionale colore rosso dopo la guerra e ha cambiato il suo nome in SK Jugoslavija. Nella prima partita del dopoguerra che ha giocato, contro la squadra della Marina britannica (e ha vinto 9-0), la prima squadra dello Jugoslavia ha indossato per la prima volta maglie rosse. Il set di maglie di riserva era molto spesso blu. Il design cambiava spesso, quindi il club giocava in tinta unita, e talvolta con maglie rosse e bianche a righe od a scacchi (1937), ma il colore rosso rimase il marchio di fabbrica del club e la fonte del suo soprannome "Crveni".
| Manica sinistra · Maglietta · Manica destra · Pantaloncini · Calzettoni |
| Velika Srbija                                                           |

| Manica sinistra · Manica sinistra · Maglietta · Maglietta · Manica destra · Manica destra · Pantaloncini · Calzettoni |
| 1937 |

| Manica sinistra · Manica sinistra · Maglietta · Maglietta · Manica destra · Manica destra · Pantaloncini · Pantaloncini · Calzettoni · Calzettoni |
| Maglia classica |

| Manica sinistra · Manica sinistra · Maglietta · Maglietta · Manica destra · Manica destra · Pantaloncini · Calzettoni |
| 1943-44 |

| Manica sinistra · Maglietta · Maglietta · Manica destra · Pantaloncini · Pantaloncini · Calzettoni |
| Maglia di riserva                                                                                  |

## Rivalità con il BSK
All'inizio del '900, Belgrado non ha una vera squadra di calcio, bensì sezioni calcistiche in società sportive (come Srpski mač o Soko). Il BSK viene fondato nel 1911 e diviene la squadra cittadina pù forte.

Nel 1913 nasce lo SK Jugoslavija (come Velika Srbija) grazie Danilo Stojanović, detto Čika Dača, da un gruppo di dissidenti del BSK. Durante la prima guerra mondiale, le due squadre cessano l'attività, ma con la fine del conflitto, la rivalità riprende.

Il primo derby viene giocato l'8 settembre 1913, nel nuovo stadio della Velika Srbija, davanti a 1000 spettatori e si conclude con la vittoria del BSK per 0-2, con reti di Mileta Nedić e Andrija Kojić. La prima vittoria dello Jugoslavija arriva al quarto derby, il 21 novembre 1920, con la doppietta di Radenko Mitrović. All'inizio, entrambi i club hanno stadi presso l'ippodromo, vicini l'uno all'altro. Successivamente, a causa della costruzione degli istituti tecnici, lo Jugoslavia si trasferisce nello stadio dove si trova oggi lo stadio Rajko Mitić e nel 1929 il BSK nel luogo in cui si trova lo stadio Partizan.

Il giorno in cui i rivali di Belgrado, SK Jugoslavia e B.S.K, si incontrano sul campo è una festa per gli amici dello sport e per i tifosi "rossi" e "blù".

Durante la seconda guerra mondiale l'attività prosegue, come il 9 agosto 1942, quando vi sono 16000 spettatori nello stadio del BSK. L'ultimo derby fra le queste due squadre si disputa il 17 settembre 1944, BSK-SK 1913 1-0, di fronte a 7000 spettatori.

In totale sono stati disputati 147 derby, 42 vittorie dello Jugoslavija e 77 del BSK, con 28 pareggi.

### Trofei a confronto
| Competizione                  | BSK                                      | Raffronto | Jugoslavija                        |
| ----------------------------- | ---------------------------------------- | --------- | ---------------------------------- |
| Sottofederazione di Belgrado  | 1920, 1921, 1922, 1927, 1929, 1930, 1934 | 7—6       | 1923, 1924, 1925, 1926, 1928, 1932 |
| Campionati serbi              | 1940, 1941, 1943                         | 3—1       | 1942                               |
| Campionati jugoslavi          | 1931, 1933, 1935, 1936, 1939             | 5—2       | 1924, 1925                         |
| Coppa di Serbia               | /                                        | 0—1       | 1914                               |
| Coppa del Regno di Jugoslavia | 1934                                     | 1—2       | 1936, 1939                         |
| Totale                        |                                          | 16—12     |                                    |

## Allenatori e presidenti
| Allenatori - Alois Machek (1913–1914) - Danilo Stojanović (1922–1923) - Karel Bláha (1923–1926) - Harry Lank (1927) - Jovan Ružić (1927) - Johann Strnad (1928–1929) - Dragan Jovanović (1929–1933) - Károly Nemes (1934) - Bane Sekulić (1934) - Ivan Kumanudi (1935–1936) - Franjo Giler (1937) - Božidar Đorđević (1938) - Gyula Feldmann (1938–1939) - Robert Lang (1939–1940) - Mira Stevanović (1940–194?) | Presidenti - Danilo Stojanović (1913—1919) - Aleksandar Jović (1919—1922) - Vasa Božidarović (1922—1923) - Ninko Perić (1923—1925) - Janko Šafarik (1925—1928) - Živojin Jevđenijević (1928—1931) - Janko Šafarik (1931—1932) - Mutimir Kodžić (1932—1933) - Milan Živanović (1933—1934) - Aleksandar Tadić (1934—1935) - Milutin Stanojlović (1935—1938) - Aleksandar Tadić (1938—1941) |

## Calciatori

### Hall of fame
- Aleksandar Atanacković
- Branislav Dimitrijević
- Rudolf Dobrijević
- Milorad Dragičević
- Predrag Đajić
- Đorđe Đorđević
- Damjan Đurić
- Vladeta Đurić
- Milutin Ivković
- Dragan Jovanović
- Mihalj Kečkeš
- Ljubomir Lovrić
- Stevan Luburić
- Blagoje Marjanović
- Sveta Marković
- Mihajlo Načević
- Dragutin Nemeš
- Dušan Petković
- Aleksandar Petrović
- Branko Petrović
- Jovan Ružić
- Branislav Sekulić
- Boško Todorić
- Dobrivoje Zečević
- Momčilo Đokić
- Petar Joksimović
- Alojz Mahek
- Vilim Šipoš

### Statistiche
| Presenze | Presenze                | Presenze                 | Presenze |
|          | Nomе                    | Posizione                | Pres.    |
| -------- | ----------------------- | ------------------------ | -------- |
| 1.       | Branko Petrović         | terzino e centrocampista | 308      |
| 2.       | Stevan Luburić          | centrocampista           | 294      |
| 3.       | Branislav Dimitrijević  | terzino e centrocampista | 290      |
| 4.       | Jovan Spasić            | portiere                 | 281      |
| 5.       | Momčilo Đokić           | centrocampista           | 272      |
| 6.       | Dragan Jovanović "Žena" | attaccante               | 252      |
| 7.       | Slavko Milošević        | attaccante               | 249      |
| 8.       | Milutin Ivković         | terzino                  | 235      |
| 9.       | Miroslav Lukić          | terzino                  | 224      |
| 10.      | Dobrivoje Zečević       | ala                      | 207      |

| Marcatori | Marcatori                     | Marcatori | Marcatori |
|           | Nome                          | Reti      | Pres.     |
| --------- | ----------------------------- | --------- | --------- |
| 1.        | Dragan Jovanović "Žena"       | 331       | 252       |
| 2.        | Dušan Petković "Senegalac"    | 219       | 175       |
| 3.        | Slavko Milošević              | 175       | 249       |
| 4.        | Stevan Luburić                | 146       | 294       |
| 5.        | Branislav Sekulić             | 110       | 156       |
| 6.        | Dobrivoje Zečević             | 108       | 207       |
| 7.        | S. Milanović                  | 90        | 156       |
| 8.        | Đorđe Lojančić                | 83        | 177       |
| 9.        | Branislav Hrnjiček            | 82        | 108       |
| 10.       | Aleksandar Petrović "Pikavac" | 72        | 76        |

| Reti subite | Reti subite               | Reti subite | Reti subite |
|             | Име и презиме             | Reti        | Pres.       |
| ----------- | ------------------------- | ----------- | ----------- |
| 1.          | Jovan Spasić              | 403         | 281         |
| 2.          | M. Nikolić                | 186         | 81          |
| 3.          | Karolj Nemeš "Dragutin"   | 107         | 76          |
| 4.          | Edvard Plac               | 87          | 41          |
| 5.          | Rodoljub Malenčić "Rodac" | 77          | 53          |
| 6.          | Jovan Kukić               | 56          | 38          |
| 7.          | D. Kovačević              | 54          | 26          |

## Palmarès

### Competizioni nazionali
- Campionati del Regno di Jugoslavia: 2

1924, 1925
- Campionato serbo: 1

1941-1942
- Coppe del Regno di Jugoslavia: 2

1936, 1938-1939
- Coppa serba: 1

1914

### Competizioni regionali
- Campionati della sottofederazione di Belgrado: 6

1922-23, 1923-24, 1924-25, 1925-26, 1927-28, 1931-32

### Altri piazzamenti
- Campionato jugoslavo:

Secondo posto: 1926, 1934-35
Terzo posto: 1929, 1930, 1932-33, 1938-39